# Kalcsok Leó
Kalcsok Leo (Lev/Leopold Kalčok; Alsóhámor, 1865. június 18. - Szentgyörgy (?), 1940 után) piarista gimnáziumi tanár, esztéta, történetíró, műfordító.

## Élete
Selmecbányán, Kecskeméten járt gimnáziumba, 1888-1889-ben Nyitrán teológiát tanult, majd 1890-től a Kolozsvári Magyar Királyi Ferenc József Tudományegyetemen végzett. 1884-ben lépett a piarista rendbe. 1891-ben történelemből és földrajzból középiskolai képesítést szerzett. Előbb egy évig Tatán, majd 1894-1898 között a nagykanizsai gimnáziumban tanított. Ugyanott a felső kereskedelmi iskolában mint bejáró tanár működött. Később 1907-1909 között a kolozsvári főgimnáziumban, 1909-től Nagybecskereken, majd 1912-től Veszprémben, 1915-től Léván és 1918-tól Szentgyörgyön oktatott. 1929-től helyettes rektor.
A csehszlovák államfordulat után Szlovákián maradt. 1922-ben a lévai nosztrifikációs vizsgákon Jancsovics Ferenc mellett a vizsgálóbizottság tagja volt. 1930-ban a szlovákiai piarista rendtartomány létrejöttekor Cserhelyi Sándor tanácsadó asszisztense lett.
Felolvasott az Erdélyi Irodalmi Társaságban és a nagybecskereki líceumban. Tagja volt a Szlovák Professzorok (Középiskolai Tanárok) Egyesületének. Nyugdíjazását követően Szentgyörgyújtelepen (Neštich) élt. Diákjai José Raúl Capablancat világbajnokká válásakor táviratilag üdvözölték.

## Művei
- 1892 A Garam völgye. A Magyarországi Kegyes Tanítórend Tatai Algymnasiumának Értesítője az 1891-92. tanévről. Tata
- 1893 Róma és Kartágó a II. pún-háború idejében. A nagykanizsai főgimnázium értesítője (Ism. Egyet. Philol. Közlöny 1894)
- 1896 A nagykanizsai kath. főgymnasium története. Értesítő a kegyes tanítórendiek vezetése alatt álló nagykanizsai katholikus főgymnasiumról 1895/1896
- 1896 A nagykanizsai gymnasium története. In: Zalavármegyei Évkönyv a Millenniumra[6]
- 1905 A. E. Scribe: Az én vezércsillagom (ford.)
- 1906 Aza Vital: A zsúfolt szálló (vígjáték; spanyolból)
- 1908 Kosta Trifkovics: A szerelmes levél
- 1908 Ünnepi beszéd az Árpád-ünnepélyen 1907 dec. 8-án. Az Erdélyi Róm. Kath. Státus kegyesrendiek vezetése alatt álló Kolozsvári Főgimnáziumának Értesítője az 1907-1908. tanévről. Kolozsvár
- 1909 Prybylsky Zsigmond: Szent a béke!
- XIII. Leo. Nagykanizsa.
- 1911 Illuzió. A nagybecskereki kultúregyesület 1911-ik évi évkönyve
- 1912/13 Törökország és a balkáni háború
- Gawalevicz: A kibékülés (vígjáték lengyelből)
- Gawalevicz: A csésze (monológ lengyelből)

Írt az Alkotmányba (1905-1906), szerkesztette a Szűz-Mária naptárt